# 周栄良美
周栄 良美（しゅうえい よしみ、旧芸名：橘いずみ、1969年3月10日 - ）は、日本の女優である。1995年から結婚を機に一時引退していた。オフィス・ビリーフ所属。

## 来歴・人物
1969年（昭和44年）、京都府京都市左京区生まれ。大阪芸術大学中退。
橘いずみの芸名（同名のシンガーソングライター、現・和とは同姓同名の別人）で、9代目『ひらけ!ポンキッキ』のおねえさんとして出演していたことで知られる。特技はジャズダンス。
京都市左京区のとある印刷会社の社長令嬢で学生の頃からオーラがありたいへんもてたそうである。（羽野の証言）大阪芸大在学中は劇団☆新感線に所属し羽野晶紀と大親友だった。ポンキッキのおねえさん役オーディションでは3000人の応募者の中から選ばれ、木の内もえみの後任として出演。またこれに際して大阪芸大を中退している。1987年-1988年、劇団☆新感線に所属していた。
本人いわくポンキッキのおねえさん役は、傍から見ればそうでもないが、激務によるストレスと肉体的限界、精神的限界で2年半以上もたなくなり辞めてしまったとのこと。
その後、芸名を本名の「周栄良美」に改め、セミヌード写真集を出版した他、1993年-1994年には時代劇『暴れん坊将軍V』におつる役で出演した。

## テレビ
- ひらけ!ポンキッキ-9代目お姉さん（フジテレビ 1989年-1992年）
- 世にも奇妙な物語「完全犯罪」（フジテレビ  1992年7月23日）
- パパと呼べないの!-レギュラー　（フジテレビ 1993年11月22日～1993年12月17日）
- 火曜サスペンス劇場「 素顔を取り戻した女　整形手術で美女に変身した殺人犯！逃亡の果てに見たものは…」（日本テレビ 1993年9月21日）
- 暴れん坊将軍V-レギュラー　おつる役（テレビ朝日 1993年-1994年）
- 宝引の辰捕者帳（NHK総合テレビジョン  1995年）
- はぐれ刑事純情派」第5シリーズ（テレビ朝日 第18話 盗聴器を仕掛けた女・ガテンギャルの犯罪   1992年8月5日）
- 金曜ドラマシアター　京都百人一首殺人事件　（フジテレビ1995年1月13日 ）
- 金曜ドラマシアター　京都竜の寺殺人事件　（フジテレビ1995年9月22日 ）
- タイムアングル-レポーター （フジテレビ  1995年 ）
- さすらい刑事旅情編(VII)（テレビ朝日 第7話 名門令嬢の秘密!?呼び出し電話の罠 1994年11月23日 ）
- 桂ちづる診察日録（NHK総合テレビジョン 第6話 月下恋　2010年10月9日）
- 江〜姫たちの戦国〜-大姥の局（NHK総合テレビジョン 2011年）

## ラジオ
- セブンSビリーフ-ゲスト　（湘南平塚コミュニティ放送 2022年11月14日、2022年12月12日）

## 映画
- ありふれた日常（監督-人見健太郎   2022年）

## 舞台
- STRAYDOG”30th Anniversary Produce公演 「母の桜が散った夜」 Bチーム-「劇」小劇場 （東京）（2023年1月18日〜22日）
- STRAYDOG”30th Anniversary Produce公演 「絶叫」 シアターグリーン BOX in BOX THEATER （東京）（2023年6月1日〜6日）予定

## CM
- ライズオブキングダム（広告CM   2021年）
- ヒルナンデス」x MBP　（日本テレビ   2021年）
- 花王「こすらないクレンジング講座」-めざまし8番組内CM（フジテレビ   2022年）
- 自由が丘陵苑（ 2023年）

## 書籍
- unbelievable―ポンキッキのお姉さん 周栄良美写真集　撮影　野村イサム 　 ISBN 4898290272 　（ワニマガジン社 1993年4月1日）
- FRIDAY (雑誌) 　（講談社 1993年4月23日号　NO.17）
- アクションカメラ　（ワニマガジン社 1993年5月号）

## 音楽
- CD　橘いずみ、ガチャピン名義
  - ひらけ!ポンキッキ大全集4　 EAN  :  4988013149335 （ポニーキャニオン   1990年2月21日）
  - トンガリたいそうNO.5　  EAN  :  4988013179639  （ポニーキャニオン   1990年05月21日）
  - ひらけ!ポンキッキ入園・入学おめでとうアルバム 　 EAN  :  4988013253735 （ポニーキャニオン   1991年2月21日）